# Garganta Profunda (grupo)
 Garganta Profunda é um grupo vocal carioca descendente de um coro criado pelo maestro Marcos Leite.

## Histórico

### A infância: um coro amador atrevido e diferente
Originalmente com 24 integrantes, selecionados em audições conduzidas por Marcos Leite, Nestor de Hollanda Cavalcanti e Regina Lucatto, o grupo, então alcunhado a Orquestra de Vozes A Garganta Profunda, faz sua estréia em 5 de março de 1985 no Jazzmania, casa de shows em Ipanema. Regido por Marcos Leite, com direção musical de Nestor de Hollanda Cavalcanti, velhos parceiros desde o Coral da Cultura Inglesa, e produzido por Rogério Corrêa, também cantor do grupo, o Garganta Profunda consegue rapidamente grande projeção no meio coral, graças ao prestígio de seu regente e a originalidade e teatralidade de suas interpretações. Lança seu primeiro vinil independente, com o nome do grupo e gravado com os integrantes originais sob o selo da produtora Arco e Flecha, em março de 1986. O disco viria a ser escolhido com um dos 10 melhores de 1986 pelo crítico Tarik de Souza, do JB. Neste mesmo ano é convidado pela Funarte a gravar um disco com a obra do compositor Braguinha. O disco Yes, Nós Temos Braguinha é lançado no ano seguinte, por ocasião da comemoração dos 80 anos do compositor, e a temporada de lançamento, na sala Funarte-Sidney Miller, é um extraordinário sucesso de público, o que motiva a Funarte a convidar o grupo a participar do projeto Pixinguinha em uma turnê nacional, dividindo o palco com Les Étoiles, duo  brasileiro radicado na França. De volta ao Rio, o grupo monta um espetáculo com as canções eternizadas pelos The Beatles. A autoria dos arranjos é dividida entre Marcos e Nestor, que havia decidido deixar a direção musical do grupo. O show, realizado nas areias da praia de Ipanema para um público de dezenas de milhares de pessoas, é destaque nas mídias impressa e televisiva cariocas e merece menção como destaque no livro do ano da Encyclopaedia Britannica.

### A adolescência: um grupo vocal profissional
A partir de 1989 o grupo entra em uma rota de profissionalização definitiva nos palcos nacionais, conseguindo patrocínios importantes e mantendo uma agenda de shows repleta, fazendo, até 1994, cerca de 120 apresentações, em média, por ano. Neste período mantém também uma formação estável, que ainda perdura na memória de seus fãs. São sete cantores (Kristine Stenzel, Kátia Lemos, Regina Lucatto, Dagoberto Feliz, Celso Branco, Jorge Sá Martins e Pedro Lima) apoiados por uma base instrumental (Marcos Leite, piano, Jorge Sá Martins, baixo elétrico, e Lauro Júnior, bateria), numa formação típica de grupo vocal. Assina contrato com a gravadora CID, pela qual lança dois discos. Percorre grande parte do país, apoiado por um patrocínio do BHU, e conquista legiões de admiradores. Os espetáculos ganham conteúdo teatral mais consistente, com a direção cênica de Pedro Paulo Rangel e a iluminação de Aurélio de Simoni. Em 1994 grava seu trabalho musical mais requintado do período, celebrando o movimento tropicalista, já pela gravadora Albatroz.

### A maturidade: um grupo vocal de solistas
Em 1995 o grupo fica reduzido a cinco integrantes: Marcos, Katia, Regina, Celso e Pedro. Perde nas possibilidades teatrais, mais facilmente realizadas com um número maior de integrantes, mas ganha em definição musical. Neste período, por opção profissional, reduz sua exposição nas casas de show mas consegue mostrar seu trabalho no exterior (Argentina, França e Itália). O álbum Deep Rio é escolhido pelo prêmio Sharp como melhor do ano em sua categoria. O grupo incorpora mais um integrante, Fabiano Salek, filho de Marcos e competente percussionista, e ganha em Mauricio Detoni um substituto para Pedro Lima, que deixa o grupo para investir em seu trabalho solo. No final de 2001 Marcos adoece subitamente, vindo a falecer prematuramente em janeiro de 2002.

### Garganta sem Marcos: novos desafios
Com a perda de seu líder e ideólogo, o grupo se volta para sua sucessora natural, Regina Lucatto. Competente cantora e regente, Regina mantém a qualidade e a personalidade do grupo. O jovem multi-instrumentista e cantor Marcelo Caldi é escolhido para recompor a formação musical do grupo. Contratado pelo Grupo Positivo, o grupo grava um CD de brinde da empresa em 2003. No início de 2009, o Garganta Profunda lança o CD "Quando a Esquina Bifurca", seu primeiro trabalho autoral.
Berço de grandes cantores, o Garganta foi o ponto de partida para várias carreiras solo, como as de Chamon, Ju Cassou, Moska (ex Paulinho Moska) e Pedro Lima, dele também tendo saído a primeira formação do grupo "Inimigos do Rei".

## Discografia
- 1. Orquestra de Vozes A Garganta Profunda (Arco e Flecha, 1986)
- 2. Yes, Nós Temos Braguinha (Funarte, 1987)
- 3. Garganta Profunda (CID, 1991)
- 4. Garganta Canta Beatles (CID, 1993)
- 5. Vida, Paixão e Banana Garganta Canta Tropicália (Albatroz, 1995)
- 6. Deep Rio (Independente, 1998)
- 7. Chico e Noel em Revista (Independente, 2000)
- 8. Cantando a História (Grupo Positivo, 2003)
- 9. Quando a Esquina Bifurca (Rob Digital, 2009)